# 苯环戊胺
苯环戊胺（INN：cypenamine）或系统名2-苯基环戊胺，是一种精神兴奋药物，由威廉·S梅里尔化学公司的一个团队于1940年代开发。该药物目前仅在科学研究中为人所知，从未开发用于市场使用。苯环戊胺目前在全世界都是合法的，尽管其化学结构与某些受控兴奋剂（如芬坎法明）有模糊的相似性，但根据美国受管制物质法案的联邦类似物法案，它可能距离被视为非法类似物太远了。